# Аморфофаллус Данна
Аморфофаллус Данна (лат. Amorphophallus dunnii) — клубневое травянистое растение, вид рода Аморфофаллус (Amorphophallus) семейства Ароидные (Araceae).
Вид был впервые описан ботаником Уильямом Татчером (англ. William James Tutcher, 1867—1920) в 1911 году в 49-м томе журнала Journal of botany, British and foreign в статье Two new plants from Hongkong («Два новых растения из Гонконга») и назван в честь английского ботаника Стивена Данна (англ. Stephen Troyte Dunn, 1868—1938).

## Ботаническое описание
Клубень тёмно-коричневый, полушаровидный или сжато-шаровидный, до 10 см высотой и до 12 см в диаметре, образует ежегодно многочисленные детки, коротко-узковеретенообразные, 1—3 см высотой и около 1 см в диаметре.

### Листья
Лист единичный. Черешок зелёный или серовато-зелёный, с многочисленными, удлинёнными, сливающимися, бледно-зелёными или коричневато-зелёными пятнами, 30—60 см длиной, 1—1,5 см в диаметре, гладкий. Листовая пластинка около 100 см в диаметре. Центральная жилка с крыловидными образованиями по всей длине. Листочки тёмно-зелёные сверху, овально-ланцетовидные, 3—21 см длиной, 1,5—7 см шириной, заострённые.

### Соцветие и цветки
Соцветие единичное, на длинной цветоножке, с ароматом свежей моркови. Цветоножка окрашенная так же, как и черешок, 20—60 см длиной, 0,7—1,8 см в диаметре у основания.
Покрывало коротко свёрнутое у основания, снаружи ярко-светло-зелёное, у основания с округлыми белыми пятнами, на расстоянии придающие беловато-зелёный цвет, внутри у основания или на большем участке красновато-фиолетовое, остальная часть и пластинка окрашены, как и наружняя часть, широко-овальное, круто вогнутое, 8,5—24 см длиной, 8,5—23 см шириной, вершина острая, перекрывает початок.
Початок на ножке, изредка почти сидячий, немного короче покрывала, 8—20 см длиной. Ножка окрашена так же, как цветоножка, но намного более бледная, 0,5—1,5 см длиной. Женская зона цилиндрическая, отдалённая часть слегка расширенная, 0,5—2,5 см длиной, 1—2,2 см в диаметре; завязь бледно-зелёная, сжатая, угловатая в поперечном сечении, 1—1,5 мм высотой, 2—3 мм в диаметре, двух- или трёхгнёздная, с одной базальной семяпочкой в каждом гнезде; столбик светло-зелёный, 0,5—1 мм длиной, 0,8—1 мм шириной; рыльце желтоватое, плоское, около 1 мм высотой, около 2 мм в диаметре, двух- или трёх- или четырёх-лопастное, овальное или треугольное в поперечном сечении, шероховато-бородавчатое, лопасти тупые. Мужская зона широко-веретоновидная, 1,8—3 см длиной, 1,3—3,5 см в диаметре; цветки содержат 4 или 5 тычинок около 3 мм длиной; нити около 1,5 мм длиной, на 1⁄3 сросшиеся у основания; пыльники в форме бабочки в поперечном сечении, около 1,5 мм длиной и 1,5—1,8 мм шириной; поры удлинённые, верхушечные, но расположены у края, иногда эксцентрично соединены. Пыльца полосчатая. Придаток цвета слоновой кости, от узко- до широко-конического, обычно немного сжатый сверху, иногда на полуножке, полый, 3—14 см длиной, 1,3—4,5 см в диаметре у основания, гладкий или полностью с шипами или бородавками или только на 1⁄3 длины, сжатый или иногда выемчатый у основания, полуострый или тупой на вершине.

### Плоды
Плодоносящая зона цилиндрическая, около 12 см длиной и 5 см в диаметре. Ягоды располагаются тесно, на коротком стебельке, блестящие, тёмно-синие, удлинённые, около 1,8 см длиной и 1,5 см в диаметре.

## Распространение
Встречается в Южном Китае.